# دیگو کاپولا
دیگو کاپولا (انگلیسی: Diego Coppola؛ زادهٔ ۲۸ دسامبر ۲۰۰۳) بازیکن فوتبال است.
وی همچنین در تیم‌های ملی فوتبال زیر ۱۸ سال ایتالیا و زیر ۱۹ سال ایتالیا بازی کرده‌است.